# بييفي بورتو موروني (بافيا)
بييفي بورتو موروني (بالإيطالية: Pieve Porto Morone)‏ هي بلدة تقع في مقاطعة بافيا بإقليم لومبارديا في شمال إيطاليا. تبلغ مساحة هذه المدينة 16.3 (كم²)، وترتفع عن سطح البحر م، بلغ عدد سكانها 2630 نسمة في عام 2004 حسب إحصاء المعهد الوطني للإحصاء.

## السكان
في سنة 1861 بلغ عدد السكان 3٬424 نسمة، وتطور العدد ليصل في سنة 2011 لـ 2٬788 نسمة.
يظهر هذا المخطط البياني تطور النمو السكاني لـ بييفي بورتو موروني (بافيا)